# Aptostichus stephencolberti
Aptostichus stephencolberti is een spinnensoort uit de familie Cyrtaucheniidae. De soort komt voor in de Verenigde Staten en is vernoemd naar Stephen Colbert, tv-host van The Colbert Report.